# فرنسيسكو بيسيرا
فرنسيسكو بيسيرا (بالإسبانية: Francisco Becerra)‏ هو مهندس معماري إسباني، ولد في 1545 في ترجالة في إسبانيا، وتوفي في 1605 في ليما في بيرو.